# Đula Mešter
Đula Mešter (Subotica, 3 aprile 1972) è un ex pallavolista serbo.